# Virgilio Giotti
Virgilio Giotti, seudónimo de Virgil Schönbeck (Trieste, 15 de enero de 1885-21 de septiembre de 1957) fue un poeta italiano activo en el siglo XX que escribió tanto en italiano como en dialecto triestino. Es considerado el mejor poeta dialectal triestino de todos los tiempos.

## Biografía
Nació en Trieste, entonces todavía parte del Imperio Austro-Húngaro, el 15 de enero de 1885, hijo de Riccardo Schönbeck y Emilia Ghiotto, de cuyo apellido deriva su seudónimo. En 1907 se mudó con su familia a Florencia para escapar del reclutamiento de los Habsburgo y durante varios años fue un viajero comercial, principalmente viajando a Suiza. En 1912 conoció a la noble moscovita Nina Schekotoff, que pronto se convertiría en su pareja y con la que tendría tres hijos: la pequeña Tanda (Natalia), y Paolo y Franco que perdieron la vida en Rusia durante la Segunda Guerra Mundial. En 1920 regresó a Trieste, pero, a pesar de publicar prosa y sobre todo poesía en algunas revistas importantes (como Solaria y Riviera Ligure) a las que fue dirigido por los intelectuales de Trieste, en particular Giani Stuparich, vivió aislado hasta su muerte (21 de septiembre de 1957) trabajando primero como quiosco y luego como empleado en el Hospital Maggiore de Trieste. Fue amigo desde hace mucho tiempo de Umberto Saba y de Giorgio Fano, que se casó con su hermana María, y a quien ayudó a formar. Sin embargo, cuando Giorgio dejó a su hermana por la escritora Anna Curiel, María se suicidó llevándose a su hijo enfermo. Hizo su debut en Florencia en 1914 con el Pequeño cancionero en dialecto de Trieste que fue seguido por Caprizzi, Canzonete e Stòrie publicado en la edición de 1928 de Solaria, Colori en 1941, Sera en 1946, Versi en 1953.
También fue autor de delicados poemas en lengua italiana, como Letras e Idilios publicados en la edición de 1931 de Solaria, así como de un diario privado, Appunti inutili, que se publicó en el siglo XXI, y de algunos cuentos; en 1946 se tradujo Carta a la madre del poeta Esenin del ruso al italiano. Su poesía en dialecto triestino siempre fue muy apreciada desde 1937 cuando el crítico Pietro Pancrazi dedicó un artículo al poeta de Trieste en el Corriere della Sera. Otros críticos destacados, como Mario Fubini, Sapegno, Segre, Contini escribieron palabras positivas al respecto. Pier Paolo Pasolini escribió un retrato muy fiel de Giotti al igual que Stuparich en 1944 en Trieste en mis recuerdos.

## Poesía
Los primeros versos de Giotti fueron influenciados por Pascoli, Gozzano y los crepusculares, tanto en el estilo como en los temas; a partir de Caprizzi, Canzonete e Stòrie dominan los motivos melódicos en sus versos, que le acercarán a Di Giacomo ya alguna producción de Saba.
El dialecto de Giotti es un dialecto que, si bien sigue siendo natural, no es vernáculo sino intelectualista y parece contrastar con el carácter de sus temas ligados a la vida cotidiana de un Trieste bastante internalizada. A diferencia de Svevo y Saba, Trieste de Giotti no es el puerto de los Habsburgo de Europa Central, sino una simple imagen de afectos y personas: su triestinità, ajena a la búsqueda de lo pintoresco y folclórico, reside en el uso del dialecto y en la ambientación, fondo para poesía de alta tensión lírica.
En sus versos predomina la cuarteta de endecasílabos parcialmente rítmicos con típicas inversiones métricas (Dei purziteri, / ne le vetrine) que equilibran bien las figuras sintáctico-rítmicas (le feste/ de Pasqua xe vignude, e vignù xe/ l'istà). Típico de Giotti es también el uso de encabalgamiento, especialmente en la segunda colección, que divide no solo los grupos sintácticos entre estrofa y estrofa o entre verso y verso, sino también la misma palabra en dos partes (veda- / rò"; "de con- / tentezze). La puntuación es muy densa y analítica. Una concordancia más coloquial entre sintaxis y métrica se encuentra en la última colección, más cercana a ciertos versos de Saba, donde el endecasílabo se torna discursivo y elegíaco.

## Obras
- Piccolo canzoniere in dialetto triestino, Gonnelli, Firenze 1914
- Caprizzi, Canzonete e Stòrie, Edizioni di "Solaria", Firenze 1928
- Colori (silloge delle sue liriche), Firenze, Parenti, 1941; Padova, Le Tre Venezie, 1943; Milano-Napoli, Ricciardi, 1957; Milano, Longanesi, 1972 (con l'incorporazione delle Poesie per Carlotta, scritte nel 1949); Torino, Einaudi, 1992, a cura di Anna Modena (anche questa edizione è comprensiva delle Poesie per Carlotta)
- Sera, Edizione privata, Trieste 1946; Torino, De Silva, 1948
- Versi, Edizioni dello Zibaldone, Trieste 1953
- Appunti inutili, Edizioni dello Zibaldone, Trieste 1959